# 伝染性膿疱性皮膚炎
伝染性膿疱性皮膚炎（でんせんせいのうほうせいひふえん、英:contagious ecthyma）とはポックスウイルス科パラポックスウイルス属に属するオルフウイルス感染を原因とする羊、山羊の感染症。羊や山羊以外にニホンカモシカ、シャモア、ヒトに感染する。家畜伝染病予防法において届出伝染病に指定されている。牛丘疹性口炎ウイルスや偽牛痘ウイルスとは血清学的に交差する。ヒトでは発症動物との直接接触の機会の多い獣医師や羊飼育者に感染することが多い。羊では症状として皮膚などの上皮に丘疹、水疱を形成し、病変部の細胞内には細胞質内封入体が形成される。治療法はないが、患部の痂皮形成後1 - 2ヶ月程度で自然治癒する場合がほとんどである。家畜での発生の場合は口蹄疫との鑑別が必要。